# 43-й центр боевого применения и переучивания лётного состава (авиационного персонала дальней авиации)
43-й центр боевого применения и переучивания лётного состава (авиационного персонала дальней авиации) — военное учебное учреждение дополнительного профессионального образования в составе ВС СССР и ВС РФ. Расположено в городе Рязань. Войсковая часть 41521.

## Назначение
Центр предназначался для подготовки и переподготовки лётного и инженерно-технического состава Дальней Авиации, а также для выполнения научно-исследовательских и экспериментально-практических работ по боевому применению и эксплуатации стоящей на вооружении и перспективной авиатехники и вооружения. В 2009 году 43-й ЦБП и ПЛС ДА подвергся оргштатным преобразованиям, в связи с чем поменял название на «Центр боевого применения и переучивания летного состава (авиационного персонала дальней авиации) Государственного центра подготовки авиационного персонала и войсковых испытаний Министерства обороны РФ им. В. П. Чкалова».

## История наименований
- 1-я Высшая школа штурманов Военно-воздушных сил Красной Армии;
- 1-я Высшая школа штурманов и лётчиков авиации Дальнего Действия (24.02.1942);
- 1-я Рязанская высшая офицерская школа ночных экипажей авиации Дальнего действия (02.03.1944);
- 1-я Рязанская высшая офицерская школа ночных экипажей ВВС КА (22.12.1944);
- 30-я Военная авиационная школа боевого применения дальней авиации (1954);
- 30-е Центральные курсы подготовки летного состава дальней авиации (1958);
- Летный центр боевого применения и подготовки командиров кораблей Дальней авиации (1961);
- 43-й летный Центр Дальней авиации (1964);
- 43-й Центр боевого применения и переучивания летного состава Дальней авиации (1968);
- 43-й гвардейский Орловский Центр боевого применения и переучивания летного состава (2009);
- Центр боевого применения и переучивания лётного состава (авиационного персонала дальней авиации) (2010);
- 43-й центр боевого применения и переучивания лётного состава (авиационного персонала дальней авиации) (с 2013). Войсковая часть 41521.

## История
В соответствии с приказом Наркома обороны от 18 сентября 1940 года № 0052 в Рязани на аэродромном узле «Дягилево — Ряжск» началось формирование 1-й Высшей школы штурманов Военно-воздушных сил Красной Армии (ВШШ ВВС КА). Завершилось формирование к 1 января 1941 года. Первым начальником школы был назначен Герой Советского Союза генерал-майор авиации А. В. Беляков — штурман легендарного экипажа В. Чкалова.
Школа состояла из 6 бомбардировочных эскадрилий. Три базировались на аэродроме Дягилево, одна — на аэродроме Ряжск, две — в зимний период работали с аэродромов Закавказского и Одесского военного округов. Самолётный парк штурманской школы состоял из самолётов ДБ-3Б, ТБ-3, СБ, У-2, УТ-8. Срок обучения в школе составлял 7 месяцев.
С началом Великой Отечественной войны из личного состава школы был сформирован 1-й дальний разведывательный авиационный полк, а 17 июля 1941 года — 207-й дальнебомбардировочный авиационный полк, который был полностью укомплектован летным и инженерно-техническим составом (54 экипажа на самолётах ДБ-3Ф) и отправлен на фронт.
1 августа 1941 года ВШШ реорганизована в Учебный центр по переучиванию летно-технического состава и формированию новых частей на самолётах МиГ-3. Подготовлено 350 лётчиков на самолёт МиГ-3, из них сформировано 15 авиационных полков и отправлено на фронт.
В период интенсивной подготовки в школе имелось до 700 самолётов разного типа и назначения, только на аэродроме Дягилево находилось до 300 самолётов. В этот период части школы располагались на шести аэродромах и дополнительно на полевых аэродромах на прибрежных лугах рек Ока и Вожа. 14 октября 1941 году школа перебазирована в город Карши. Из её состава выведен истребительный отдел. 15 апреля 1943 года ВШШ перебазирована на аэродромный узел Троицк.
В марте 1944 года, в соответствии с директивой Генерального штаба, ВШШ переименована в 1-ю Рязанскую высшую офицерскую школу ночных экипажей авиации дальнего действия. Сформированы 4 полка по две эскадрильи на Ил-4 и девятая эскадрилья — на самолётах Ли-2.
За годы Великой Отечественной войны в 1-й Рязанской высшей офицерской школе ночных экипажей подготовлено 387 экипажей самолётов ДБ-3Ф и Ил-4, 519 лётчиков, 933 штурмана экипажа, 255 стрелков-радистов, 564 воздушных стрелка, 350 лётчиков на МиГ-3.
В 1946 году была вновь создана дальняя авиация ВВС, и школа перешла в её подчинение с наименованием «1-я Рязанская высшая авиационная офицерская школа дальней авиации». В 1946—1950 гг. здесь готовили лётчиков, штурманов, а также воздушных стрелков-радистов на самолёты Ил-4, Ли-2, В-25. В 1950 году школе была поставлена задача — переучить два полка в составе 55 экипажей школы и 66 экипажей 2-й тяжёлой бомбардировочной авиационной дивизии на самолёт Ту-4.
В 1954 году школа получила новое наименование — «30-я Военная авиационная школа боевого применения дальней авиации». В 1956 году началось освоение самолёта Ту-16.
В 1950—1960 гг. прошло переучивание нескольких потоков слушателей из иностранного контингента (Ирак, Ливия, Индонезия, Китай, Египет), всего около 1000 человек.
В 1961 г. 30-е Центральные курсы подготовки летного состава дальней авиации переформированы в Летный центр боевого применения и подготовки командиров кораблей Дальней авиации. Отдел по освоению и боевому применению новой техники и 4-я эскадрилья осваивали на аэродроме Барановичи самолёт Ту-22 с боевым применением ракет Х-22, а также начали первые полёты с ракетами КСР-2 и КСР-11 на самолёте Ту-16.
Кроме того, летный состав Центра в частях дальней авиации на самолётах Ту-16 начал выполнять полёты на дозаправку топливом в полёте. По всем этим мероприятиям шла длительная подготовка, теоретическое обучение, проведение тренажей, изучение опыта полётов на дозаправку в строевых частях и лётчиков-испытателей.
Начало 70-х годов прошлого столетия отмечено освоением нового самолёта для дальней авиации — Ту-22М и последующих его модификаций Ту-22М2 и Ту-22М3.
В 1972 году 4-я эскадрилья начала переучивание на самолёт Ту-22М, затем поступили первые самолёты для оценочных испытаний.
На Центральных офицерских курсах ЦБП и ПЛС готовились офицеры-руководители среднего звена. Велось переучивание и подготовка различных категорий авиационных специалистов летного и технического состава. Задачи стояли очень сложные. Авиационная промышленность интенсивно выпускала самолёты Ту-22М2, шла модернизация ракетных систем самолётов Ту-16.
В 1975 году в учебном корпусе Центра открылся музей дальней авиации. Он был создан к 30-летию Победы над фашистской Германией и открыт 29 апреля 1975 года. Музей создавался по инициативе и под непосредственным руководством командующего дальней авиацией Героя Советского Союза генерал-полковника В. В. Решетникова и начальника политотдела — члена военного совета генерал-лейтенанта Малиновского.
В 1976 году в Центр поступили учебные самолёты Ту-104Ш и Ту-124Ш. Один из этих Ту-104Ш с 1986 по 1996 годы находился на площади Новаторов.
В 1983 году 2-я эскадрилья впервые получила самолёты Ту-95 для переучивания летного состава.
В 1985 году на аэродром Дягилево перелетел 49-й тяжёлый бомбардировочный авиационный полк, который был переформирован в 49-й учебный тяжёлый бомбардировочный авиационный полк.
В 1987 году на Центральных офицерских курсах вновь созданы циклы воздушной разведки, авиационной техники, авиавооружения, авиационного оборудования, радиоэлектронного оборудования, а также комплексный тренажер. В 1988 году Центр подчинён командующему дальней авиации ВВС, 3-я эскадрилья перешла на самолёты Ту-22М3.
30 декабря 1997 года был расформирован 49-й инструкторский тяжёлый бомбардировочный полк, а также полки в Орске, Канске и Тамбове. По состоянию на 1 января 1999 года в составе 43 ЦБП и ПЛС остались управление Центра, учебная эскадрилья, части обеспечения в Рязани на аэродроме Дягилево, комендатуры в Тамбове, Орске и Каменск-Уральском, Дом офицеров и 230-й авиаполигон. В начале 2000 года была сформирована отдельная 388-я учебная эскадрилья на самолётах Ту-134 и Ан-26 в гарнизоне Тамбов.
В 2000 году на аэродром передислоцирован 203-й отдельный гвардейский Орловский авиационный полк самолётов-заправщиков.
В 2009 году произведено слияние 203-го отдельного гвардейского авиационного полка (в/ч 24758), 43-го ЦБП и ПЛС (в/ч 74386), 132-й АТБ (в/ч 45179). В этом же году директивой Минобороны Д-024 музей авиации ликвидирован, а сотрудники уволены (то есть в настоящее время музей работает на общественных началах). Также Центру подчинили 199-ю авиационную комендатуру в г. Каменск-Уральский (обеспечение перелётов воздушных судов) и 1449-ю авиационную базу в г. Тамбов (подготовка летного состава, выполнение спецзадач командования по перевозке личного состава, техники, имущества и десантированию).
1 февраля 2011 года Боевое Знамя и исторический формуляр 203-го ОАП сданы в ЦМВС. В марте 2011 года Центр вошёл в состав Государственного центра подготовки авиационного персонала и войсковых испытаний Министерства обороны РФ им. В. П. Чкалова.
В декабре 2013 года из состава Центра выделен и вновь сформирован 203-й авиационный полк. В состав Центра включён 27-й смешанный авиационный полк (Тамбов).
Структура Центра:
- Центральные офицерские курсы (ЦОК)
- Учебная авиационная эскадрилья (УАЭ)
- Технико-эксплуатационная часть (ТЭЧ)
- Батальон связи и радиотехнического обеспечения (БС и РТО)
- Тыл

На вооружении Центра имеются самолёты: Ту-95МС, Ту-22М3, Ту-134УБЛ, Ан-26.

## Авиационные происшествия
- 20 февраля 1958 года. Самолёт Ту-16 (Дягилево, 43-й ЦБП и ПЛС). Самолёт упал после взлёта из-за рассоединения тяги руля высоты. Из экипажа спаслись радист и КОУ.
- 2 октября 1969 года. Авария Ту-22П в 43-м ЦБП и ПЛС. Облёт самолёта после 100-часовых регламентных работ и комплекса доработок. В конце разбега по ВПП, после взятия лётчиком штурвала на себя самолёт вошёл в продольную раскачку, выполнил шесть полных колебаний, на седьмом набрал высоту 1000 м, с потерей скорости с 550 до 220 км/ч. Экипаж в верхней точке катапультировался. Самолёт упал на скотный двор, принеся значительный ущерб. Причина лётного происшествия — заводская бригада доработчиков перепутала фазировку питания демпферов тангажа. Проверка демпферов после монтажа выполнена формально. Перед облётом не было обруливания и пробежки самолёта.
- 14 апреля 1970 года. Катастрофа Ту-16. Слушатель 43-го ЦБП и ПЛС — лётчик ст. л-т Мельгунов А. Ф., инструктор м-р Новоселов Г. М. Метеоусловия: облачность 10 баллов, высота нижней границы — 500 метров, верхней 1400 метров, видимость 10 км, ветер у земли 12, порывы до 15 м/с. Через 2 минуты после взлёта экипаж выполнил первый разворот вправо, после выполнения которого скорость самолёта увеличилась до 500 км/час по прибору, а высота возросла до 700 метров. После выполнения второго разворота экипаж должен был увеличить скорость до 570 км/час и перейти в набор высоты до 4000 метров и в дальнейшем выполнять полёт на этой высоте. Однако после выхода из второго разворота самолёт перешёл на снижение и с нарастающей отрицательной перегрузкой на скорости 720—730 км/час и с углом пикирования 60 градусов столкнулся с землёй и полностью разрушился. Экипаж погиб. По показаниям очевидцев, самолёт горел в воздухе.
- 2 марта 1978 года. Авария Ту-16. Слушатель 43 ЦБП и ПЛС — лётчик ст.л-т Алексеев А. А. Облачность 6-7 баллов, видимость-5-6 км, у земли штиль. Тренировочный полёт по маршруту днём. Через 3 часа 46 мин. полёта, после прохода ДПРМ Дягилево на эшелоне 1500 метров, экипаж по команде РП начал снижение до высоты круга с выполнением первого разворота вправо. КК при уборке РУД непреднамеренно поднял защелки фиксаторов, резко и одновременно установил РУД обоих двигателей в положение «СТОП» 2-й штурман обнаружил выключение всех 4-х генераторов и включил питание приборов от аккумуляторов. Перемещением РУД до максимала КК определил факт выключения обеих двигателей. При этом двигатели были перезалиты топливом, попытка сверхаварийного запуска не привела к положительному результату. На высоте 600 метров КК принял решение сажать самолёт в поле на фюзеляж. Посадка была выполнена с убранными закрылками на скорости 290 км/час. Через 440 метров после касания земли самолёт столкнулся с бруствером высотой 1 м, канавой (шириной 4м) и взмыл до высоты 3-5 метров. После повторного приземления разрушилась левая консоль, оторвалась передняя кабина по 26 шпангоуту. Общая длина скольжения по грунту составила 810 метров. Самолёт полностью разрушен, экипаж жив.
- июнь 1989 года. Дягилево, 43-й ЦБП и ПЛС. Самолёт Ту-22М3 новый, имел общий налёт 70 часов. Переучивание пилота из Стрыя с ПКК на КК . Н = 3100, ПМУ, ночь. Зона на отработку запуска двигателя. Инструктор дал команду, что выключает правый двигатель, а сам выключил левый. КК дал команду ШО выключить генераторы правого двигателя. Начали дёргаться, посадили АБ, при U = 17 вольт поднялся левый интерцептор. Экипаж катапультировался, оператор приземлился на лес и получил травмы, через 2 недели скончался.
- 26 февраля 2013 года. Дягилево, 43-й ЦБП ПЛС. При подготовке самолёта Ту-95МС в техническом отсеке возникло возгорание. Причиной пожара стало короткое замыкание в силовой распределительной панели электропитания, вызванное ошибкой при электромонтажных работах во время предыдущего планового ремонта самолёта на Таганрогском авиационном научно-техническом комплексе им. Бериева. Пострадавших нет, самолёт был списан.

## Начальники
- Беляков Александр Васильевич, генерал-лейтенант авиации (1940—1945),
- Волков Николай Андреевич, генерал-лейтенант авиации (1945—1956),
- Подоба Григорий Ефимович, генерал-майор авиации (1956—1959),
- Гордиловский Виталий Александрович, генерал-майор авиации (1959—1961),
- Козлов Михаил Данилович, генерал-майор авиации (1961—1966),
- Крейнин Давид Маркович, полковник (1966—1972),
- Балихин Борис Васильевич, генерал-майор авиации (1972—1975),
- Вялков Виктор Григорьевич, генерал-майор авиации (1975—1980),
- Константинов Виктор Леонидович, генерал-майор авиации (1980—1988),
- Довалго Владимир Петрович, генерал-майор авиации (1988—1997),
- Красильников Игорь Степанович, генерал–майор (1997—2006),
- Коновалов Анатолий Степанович, генерал-майор (2006—2009),
- Нагаев Юрий Владимирович, полковник (2009),
- Костомётов Дмитрий Вячеславович, полковник (2009—2014),
- Кувалдин Сергей Геннадьевич, полковник (2014),
- Варпахович Николай Николаевич, полковник (с 2014).